# Chica Supersabia
Chica Supersabia (título original en inglés: WordGirl; que podría traducirse como La Chica Palabra) es una serie televisiva animada estadounidense para niños de entre 6 y 12 años producida por Scholastic Entertainment y Soup2Nuts para PBS Kids. Empezó cómo una serie de cortos estrenados en PBS Kids el 10 de noviembre de 2006, usualmente mostrados al terminar Maya y Miguel; dichos cortos fueron convertidos en una serie propia de media hora el 3 de septiembre de 2007. El programa está orientado a niños de entre 6 y 12 años, pero se han reportado televidentes de edades mayores. Está diseñada para enseñar sobre el extenso idioma y su vocabulario. Las primeras dos temporadas tienen 26 episodios cada una; en 2009 se anunció una tercera temporada que se estrenó el 23 de agosto de 2010. En ese año la serie fue renovada por otras tres temporadas, finalizando el 7 de agosto de 2015. La serie también es emitida en países como Canadá, Australia, Italia e Israel.
En Latinoamérica Chica Supersabia se estrenó el 3 de agosto de 2009 por Discovery Kids como parte de Libro Locura, la tercera campaña trimestral del año 2009 la cual estuvo vigente en Discovery Kids hasta finales de septiembre (en la cual también se estrenaron Willa y los animales y Martha Habla), y con la que se buscó promover el pensamiento independiente de los niños y motivarlos a contar sus propias historias y a saber nuevas palabras. La serie actualmente tiene 2 temporadas y fue doblada en Caracas, Venezuela. En mayo de 2011 la serie se deja de emitir en horarios diurnos y es sacada de la programación un año después, el 17 de junio de 2012. Se desconoce si se emitirá por otro canal o volverá a la programación de Discovery Kids, además sólo las dos primeras temporadas se doblaron al español.
La serie recibió críticas negativas y quejas por parte de padres de familia en Latinoamérica que opinaron que no era apropiada para el público objetivo de Discovery Kids. Sin embargo en EEUU la serie ha sido bien recibida e incluso ganó un premio Emmy para Jack D. Ferraiolo, guionista y coproductor de la serie junto con la creadora de la misma, Dorothea Gillim, quién respecto a la serie declaró lo siguiente:
- "Parte de mi misión es hacer la televisión para niños inteligente y divertida. Siento cómo que hemos perdido algo de terreno ahí, en un esfuerzo de hacerla más accesible. El enfoque de Chica Supersabia es en grandes historias, personajes y animación. Si todos esos elementos funcionan, entonces puedes enganchar a un niño que puede venir buscando risas pero se va siendo un poco más inteligente".

## Argumento
La serie trata de la vida cotidiana y las aventuras de Becky Botsford (Chica Supersabia), una niña de quinto grado de 10 años y medio, que secretamente lucha en contra del crimen fomentando el uso del vocabulario. Enfrenta a villanos que van desde el Carnicero, que puede hacer aparecer casi cualquier tipo de carne pero tiene un problema con las palabras; la Abuelita May, con su mortales agujas de tejer de proyectil hilados; examigo (y excompañero) el Prof. Steven Boxleitner, que se convirtió en el malvado Dr. Dos Cerebros gracias a un malvado ratón albino de nombre Chillón (también enemigo de Boxleintner y Supersabia); y el genio generador de robots de diez años Theodore "Tobías" McAllister II.
Cada episodio de la serie contiene una aventura en la que se introducen una o dos nuevas palabras que, si bien no son necesariamente parte de la trama, se repiten en diferentes contextos dentro del show. Así, a través de historias dinámicas y entretenidas, la heroína podrá ayudar a enriquecer el vocabulario de los niños y fomentar el interés por el idioma.

## Personajes

### Héroes
| Inglés                  | Español puertorriqueño                   | Español venezolano                       | Español de España                | Información |
| ----------------------- | ---------------------------------------- | ---------------------------------------- | -------------------------------- | --- |
| Becky Botsford/WordGirl | Rebeca "Becky" Botsford/Chica Supersabia | Rebeca "Becky" Botsford/Chica Supersabia | Rebeca Bostford /Super el Sabina | Capaz de doblar el acero, de volar a la velocidad del sonido y de detener el reloj el tiempo suficiente como para prolongar su sueño, la Chica Supersabia es una superheroína de quinto grado que en la Tierra recibió el nombre de Rebeca "Becky" Botsford. Rebeca dejó el planeta Lexicom cuando apenas era un bebé, llegando a la Tierra al estrellarse su nave espacial. Sus padres adoptivos, Jim y Sally Botsford, la encontraron leyendo un periódico en las escaleras de su casa. A la edad de dos años realizaba crucigramas completos y ya conocía todas las palabras del diccionario. Su amor por el vocabulario siempre acaba por salvar el día en cada batalla que enfrenta con la verdad, la justicia y la utilización de la palabra correcta. Tiene 10 años y medio (cumple 11 en el episodio Un Mundo Sin la Chica Supersabia de la temporada 4). Está enamorada de Todd Ming, aunque no se lo revela. |
| Bob/Captain Huggy Face  | Bob                                      | Bob                                      | Bob                              | Al igual que la Chica Supersabia, el capitán Farfán también provenía del planeta Lexicom. Él era quien manejaba la nave espacial de Rebeca cuando se estrelló contra la Tierra. Aunque carece de poderes, normalmente utiliza un disfraz de superhéroe. Cuando no lleva el disfraz, simplemente se convierte en la mascota de la familia Botsford, aunque toda la gente lo confunde con un perro. |
| Bob/Captain Huggy Face  | Capitán Cara de Papa                     | Capitán Farfán                           | Capitán Farfán                   | Al igual que la Chica Supersabia, el capitán Farfán también provenía del planeta Lexicom. Él era quien manejaba la nave espacial de Rebeca cuando se estrelló contra la Tierra. Aunque carece de poderes, normalmente utiliza un disfraz de superhéroe. Cuando no lleva el disfraz, simplemente se convierte en la mascota de la familia Botsford, aunque toda la gente lo confunde con un perro. |
| Rex/Kid Math            | Rex/Chico Matemáticas                    | Rex/Chico Matemáticas                    | Rex/Chico Matemáticas            | Un nuevo superhéroe que vino del planeta Hexágono. |

### Aliados
| Inglés                                            | Español puertorriqueño                            | Español venezolano                                | Español de España                                 | Información |
| ------------------------------------------------- | ------------------------------------------------- | ------------------------------------------------- | ------------------------------------------------- | --- |
| The Narrator                                      | El Narrador                                       | El Narrador                                       | El Narrador                                       | Presenta y narra los hechos de cada episodio. A veces actúa como un personaje más y también ayuda a los otros personajes. Al ser el narrador, escucha hasta los pensamientos de los personajes. Suele decir frases irónicas o cómicas. En el episodio Ratón Mecánico se presenta a su hermano gemelo (por ser el día del 2x1), aunque este tiene una voz muy distinta. |
| Tim y Sally Botsford (padres adoptivos de Rebeca) | Tim y Sally Botsford (padres adoptivos de Rebeca) | Tim y Sally Botsford (padres adoptivos de Rebeca) | Tim y Sally Botsford (padres adoptivos de Rebeca) | Tim y Sally son los padres adoptivos de Becky. Sally es la asistente del fiscal del distrito de la ciudad y Tim permanece en casa apoyando a toda su familia. No parecen darse cuenta del parecido con su hija y la Chica Supersabia, además de que nunca se encuentran en el mismo sitio. Aunque en el episodio La Chica Supersabia Comete un Error de la temporada 2 Becky les revela su identidad secreta, no le creen.                                                  |
| TJ Botsford                                       | TJ Botsford                                       | Timmy Botsford                                    | Timmy Botsford                                    | Timmy es el hermano de siete años de Becky y el hijo biológico de Tim y Sally Botsford. Siempre está nervioso y considera a la Chica Supersabia todo un ídolo. De hecho, él es el presidente y el fundador del Club Oficial de Fanes de la Chica Supersabia. Tampoco sospecha de que su hermana es su superheroína favorita (ni siquiera cuando le define palabras) e incluso la compara con ella para dejarla mal parada.                                                  |
| Todd "Scoops" Ming                                | Todd "Primicia" Ming                              | Todd "Noticia" Ming                               | Todd "Noticia" Ming                               | Todd, el amigo de Becky, es el reportero del periódico de la escuela. Sabe que en la ciudad ocurren miles de historias y siempre quiere ser el primero en hacer saltar la noticia, especialmente la de descubrir la identidad de la Chica Supersabia. En el episodio Invasión de los Amantes de Conejitos de la temporada 6 finalmente la descubre, aunque decide mantenerla en secreto. Aunque Becky está enamorada de él, parece estar más interesado en Violeta.         |
| Violet Heaslip                                    | Violeta Heaslip                                   | Violeta Heaslip                                   | Violeta Heaslip                                   | Violeta Heaslip es la mejor amiga de Becky. Se conocieron en la clase de arte y es toda una genio artística. De hecho, más tarde en la vida ganará un Premio Pulitzer en poesía. Además, se pasa el día soñando despierta. En un episodio se hace "superheroína". También está interesada en Todd. En el último episodio de la serie, Rima y Razón (temporada 8), se entera de la identidad secreta de su amiga, cosa que afecta su amistad, pero que finalmente se supera. |
| Pretty Princess                                   | Bella Princesa                                    | Linda Princesa                                    | Linda Princesa                                    | Es una princesa protagonista de la serie de televisión favorita de Becky y Violeta |
| Magic Pony                                        | Poni Mágico                                       | Poni Mágico                                       | Poni Mágico                                       | Pendiente su Anuncio |

### Villanos
| Inglés                                                                | Español puertorriqueño                                     | Español venezolano             | España                              | Información |
| --------------------------------------------------------------------- | ---------------------------------------------------------- | ------------------------------ | ----------------------------------- | --- |
| Theodore “Tobey” McAllister III                                       | Teodoro “Tobey” McAllister III                             | Teodoro "Tobías" McAllister II | Teodoro "Tobías" McAllister el tres | Aunque jamás lo admite, Tobías es un genio de 10-12 años de edad que causa serios daños a la propiedad para conseguir llamar la atención de la Chica Supersabia. Es un experto en robótica que siempre está tratando de demostrar que es intelectualmente superior a la Chica Supersabia y está enamorado de ella aunque siempre lo niega, el tiene una madre la cual le jala de las orejas y lo regaña por cada daño que hace. |
| Dr. Two-Brains                                                        | Dr. Dos Cerebros                                           | Dr. Dos Cerebros               | Dr. Dos Cerebros                    | Examigo de la Chica Supersabia. Accidentalmente, el Dr. Dos Cerebros fusionó su cerebro con el de una ratón de laboratorio. Ahora, está obsesionado con el queso y con todos los crímenes relacionados con este alimento. Su verdadero nombre es Steven Boxleitner. |
| Chuck, the Evil Sandwich Making Guy                                   | Chuck, el Chico Malvado Preparada Sandwiches (serie corto) | Chuck, el Merendero Malvado    | Chuck, el Merendero Malvado         | Aunque a muchos les resulta curioso y estúpido a la vez, Chuck posee poderes especiales. Este personaje decidió que si la gente no era consciente de las habilidades de su sándwich, él mismo los forzaría a darse cuenta. Tiene su cabeza como un sándwich y utiliza armas relacionadas con su preparación. A pesar de considerarse peligroso, es inseguro y sensible. Vive con su madre. |
| Chuck, the Evil Sandwich Making Guy                                   | Chuck, el Sandwichero Perverso (serie)                     | Chuck, el Merendero Malvado    | Chuck, el Merendero Malvado         | Aunque a muchos les resulta curioso y estúpido a la vez, Chuck posee poderes especiales. Este personaje decidió que si la gente no era consciente de las habilidades de su sándwich, él mismo los forzaría a darse cuenta. Tiene su cabeza como un sándwich y utiliza armas relacionadas con su preparación. A pesar de considerarse peligroso, es inseguro y sensible. Vive con su madre. |
| The Butcher                                                           | El Carnicero                                               | El Carnicero                   | El Carnicero                        | El carnicero es un personaje que manipula el lenguaje, mezclando todo tipo de palabras. Tiene superpoderes para lanzar diferentes tipos de carne. Se sabe que su padre también fue villano. |
| Mr. Big                                                               | Sr. Grande                                                 | Sr. Grande                     | Sr. Grande                          | El Sr. Grande es un malvado hombre de negocios que utiliza el poder de la mente para intentar controlar la ciudad. |
| Granny May                                                            | Abuelita May                                               | Abuelita May                   | Mayo                                | Abuelita May es una aparente y dulce ancianita que oculta a una auténtica delincuente en su interior. Desempeña el papel de una amable abuelita cuya intención no es otra que la de perjudicar a la ciudad. A pesar de su edad, puede oír sin problemas. |
| The Birthday Girl                                                     | La Cumpleañera                                             | La Cumpleañera                 | La Cumpleañera                      | Es una niña dulce y tierna pero con un carácter fuerte y malcriada, ella dice que todos los días es su cumpleaños, cuando se enoja se vuelve verde y crece a un tamaño enorme. |
| Energy Monster                                                        | Monstruo de Energía                                        | Monstruo de Energía            | Monstruo de Energía                 | Nació por un accidente en una planta de energía. como su nombre lo dice, es un monstruo hecho con electricidad, es enorme y muy fuerte. En un episodio, se revela que es una chica y su verdadero nombre es María. |
| The Amazing Rope Guy                                                  | El Increíble Sujeto de la Cuerda                           | El Gran Tipo                   | El Gran Tipo                        | Es un villano menor de la serie, que no parece ser una amenaza para la ciudad, no tiene superpoderes, ni siquiera es capaz de lanzar una cuerda. se podría decir que es inofensivo. |
| Lady Redundant Woman                                                  | Señora Mujer Redundante                                    | Doña Redundante                | Doña Redundante                     | Una empleada de una papelería, un día oprimió un botón misterioso que salió de una máquina copiadora, con lo que obtuvo sus superpoderes de sacar copias de ella misma para ayudar con sus delitos, puede clonarse tocándose la nariz. |
| The Whammer                                                           | El Sasgarador                                              | El Trancazo                    | Trancazo                            | Es un villano muy alegre y fuerte, aunque no muy hábil, le gusta divertirse aunque si eso involucra destruir la ciudad no le importa, su poder consta de golpear sus puños el uno al otro para sacar su trancazo interior. |
| The Coach                                                             | El Entrenador                                              | El Entrenador                  | El Entrenador                       | Es un hombre muy astuto que comenzó como entrenador de motivación, él empezó siendo bueno y motivar a la gente pero encontró que podía motivar a villanos crédulos para controlarlos. Utilizó sus habilidades "motivadoras", con ayuda del trancazo (sasgarador) para robar por él. |
| Seymour Orlando Smooth                                                | Seymour Orlando Suave                                      | Seymour Orlando Suave          | Seymour Orlando Suave               | Es un conductor de televisión de programas entretenidos (y malvados). La mayoría de sus crímenes consisten en dirigir un programa de juegos que en realidad es una estafa a los concursantes despistados con su dinero y objetos de valor. |
| Invisi-Bill                                                           | Invisi-Bill                                                | pendiente                      | Invisi Bill                         | Es un hombre curioso y alegre cuyo poder especial es la habilidad de volverse invisible cuando quiera. Es un villano de compañía |
| Big Left Hand Guy                                                     | El Gran Mano Izquierda                                     | El Gran Zurdo                  | El Gran Zurdo                       | Es un hombre que, como su nombre lo dice, tiene una mano izquierda inusualmente grande al igual que su antebrazo. En el episodio Escuela de Villanos de la temporada 1, él perteneció a los villanos de prueba donde tenían que cometer algún crimen para ser verdaderos villanos |
| Ms. Question                                                          | Srta. Pregunta                                             | Señorita Acertijo              | Señorita Acertijo                   | La gran mayoría de los comentarios de ella está en forma de preguntas, de ahí su nombre. El poder es la capacidad de disparar brillantes puntos de interrogación de color amarillo de la de su suéter, a los que la víctima se queda confundido. Igualmente ella perteneció a los villanos de prueba |
| Nocan the Contrarian                                                  | Nocan el Contrario                                         | Nocan el Contrario             | Nocan el Contrario                  | Nocan es un guerrero villano muy fuerte que siempre dice lo contrario directo (lo contrario) de lo que alguien podría decir. Como su nombre lo dice. |
| Victoria Best                                                         | Victoria Mejor                                             | Victoria Mejor                 | Victoria Mejor                      | Es una niña de 10-11 años de edad, prodigio y es la contraparte de Becky. Como el nombre de esta chica insiste, sus padres le enseñaron a ser la mejor en lo que sea. Victoria pose poderes extraños como desde poder volar, y lanzar rayos láser de los ojos. Utiliza una flauta que tiene el poder de hipnotizar a otros. Viene de una familia de clase alta. |
| Captain Tangent                                                       | Capitán Tangente                                           | Capitán Tangente               | Capitán Tangente                    | Es un adolescente que fue despedido de su trabajo en un restaurante. Cuando fue despedido, se le dejar su garfio y su loro (Oscar), pero huyó con ellos. Terminó viendo «el tesoro del viejo Nobeard», que de repente «lo maldijo» magnetizando su gancho y permitiendo que su Oscar hablara .y así comenzando su carrera de crímenes |
| The Learnerer                                                         | El Aprendedor                                              | El Aprendedor                  | El Aprendedor                       | Es villano que comete sus crímenes con un traje súper adaptable. Apareció por primera vez como un cameo en la película El Ascenso de Miss Power como uno de los muchos villanos que se presentaron para luchar contra Miss Power. Posteriormente fue mostrado atado junto a Steve McClean y el capitán Tangent. |
| Miss Power                                                            | Señorita Poder                                             | Señorita Poder                 | Señorita Poder                      | Es la principal villana en la película El Ascenso de Miss Power. Ella y la Chica Supersabia comparten la mayoría de poderes. Sin embargo, ella utiliza palabras hirientes para intimidar villanos en lugar de luchar contra ellos. Vino a la Tierra con su compañero, Coronel Giggle Cheeks. Ella le dijo a la Chica Supersabia que iba a enseñarle cómo ser un mejor superhéroe a lo que ella accedió, a pesar de sus palabras hirientes. Sin embargo, se alejó de ella y buscó derrotarla cuando se enteró de que solo la utilizaba.                     |
| The Blue Blazer                                                       | pendiente                                                  | pendiente                      | Blazer                              | Es un villano retirado, su verdadero nombre es Sheldon Zelman. Trabajó con Razzmatazz en su labor como villano. |
| Brent the Handsome Successful Everybody-Loves-Him Sandwich Making Guy | Brent                                                      | Brent                          | Brent                               | Es un personaje secundario de la serie, Él es el hermano mayor, más exitoso y más popular de Chuck. Él inventó el pan sin bordes. Él, al igual que Chuck, tiene una cabeza en forma de sándwich, pero su tono de piel es más oscuro, tiene pecas, y su pelo sedoso. El no pertenece a la categoría de villanos, más bien, él es un compañero. El ama a su hermano pero Chuck está celoso porque él es más popular. |
| Chazz                                                                 | Chazz                                                      | Chazz                          | Chazz                               | Chazz es un chico nuevo en la ciudad. Está obsesionado con ser "cool". Él no cree que la Chica Supersabia es cool y se asoció con dos cerebros, después fueron derrotados. Fue amigo de Timmy en un episodio. |
| Colonel Giggle Cheeks                                                 | Coronel Mejillas Mantequillas                              | pendiente                      | pendiente                           | Es el asistente de la Señorita Poder, La especie del coronel Giggle Cheeks nunca se menciona en el programa. Parece ser un primate o un pequeño mamífero, con piel de naranja, un vientre y hocico cremosos, ojos grandes y una cola sin pelo. Lleva un sombrero azul y un cinturón azul. Él puede estirarse. |
| Count Cloudy                                                          | Conde Nuboso                                               | pendiente                      | Conde Nuboso                        | Es el personaje malvado de Pretty Princess Magic Pony Power Hour, el programa de televisión favorito de Becky. Él tiene una fuerte determinación de convertirse en rey de Sparkletopia y a menudo trata de engañar a la princesa Pretty para lograrlo. |
| Gavin Dunnaher                                                        | pendiente                                                  | pendiente                      | Gavin Dunnaher                      | Es un personaje de fondo que es nombrado por un periodista en Bummertime, cuando estaba corriendo en un maratón. Él ha aparecido como un personaje de fondo en muchos episodios, incluyendo una aparición de una sola vez como un villano menor en "Violeta Superheroína". También sirve como el conductor del autobús escolar. |
| General Smoochington                                                  | pendiente                                                  | pendiente                      | General Smoochington                | Es la mascota y compañero de Victoria mejor, dado su nombre para superar al Capitán Farfán. |
| Glen Furlblam                                                         | Glen Furlblam                                              | pendiente                      |                                     | (doctor 3 cerebros) Cuando el Dr. dos cerebros buscaba un villano de reemplazo para hacerse cargo para que él pudiera ir en un crucero de vacaciones que ganó de Dairy Villains Monthly. Glen luego se presenta en las audiciones y afirma ser el fan número uno de él. Luego procede a afirmar que podría mejorar los crímenes de Dos cerebros. dos cerebros no sentía que Glen era un sustituto competente para él, rechazó la audición de Glen. Enfadado Glen comenzó a tratar de superar todos sus crímenes (tomando la bata del doctor dos cerebros). |
| Guy Rich                                                              | pendiente                                                  | pendiente                      | Guy Rich                            | Pretende ser es el mejor, más rico y más malvado de todos. Él tiene un estilo algo texano a su atuendo y habla con un acento suroeste / sureste de tipo Estados Unidos. En realidad, él es sólo un hombre promedio que pretende ser un rico empresario malvado para que pueda ser impresionante como Mr. Big. |
| Hal Hardbargain                                                       | pendiente                                                  | pendiente                      | Hal Hardbargain                     | Es un proveedor rudimentario de artefactos y propietario de Hal's Villains Supply Shop / Tienda de Superhéroes. Tiene un brazo mecánico y un parche electrónico sobre un ojo. |
| Kid Potato                                                            | Chico Patata                                               | pendiente                      | Chico Patata                        | Él es el padre de El Carnicero, y es un tipo muy anticuado de super villano, incluso insistiendo en que su hijo debería llevar una máscara. Utiliza ataques de tipo patata, similares que posee su hijo pero en patatas. |
| Dupey                                                                 | pendiente                                                  | pendiente                      | Dupey                               | Es un duplicado que doña redundante usó durante un crimen que coincidía con el crimen del Carnicero. Dupey y el Carnicero se enamoraron, pero no podían estar juntos para siempre porque ella era vegetariana. Sin embargo se ve a los dos juntos en otros capítulos más adelante. |
| Leslie                                                                | Leslie                                                     | Leslie                         | Leslie                              | Ella es la asistente del señor grande y lleva a cabo sus planes malvados y caprichosos. Esto incluye todo, desde el trabajo de secretaria hasta la búsqueda de sus "conejitos blandos" e incluso hacer el trabajo duro. |
| Mr. and Mrs Best                                                      | EL señor y La señora Mejor                                 | EL señor y La señora Mejor     | EL señor y La señora Mejor          | Los padres de Víctor y Victoria Mejor. Están constantemente presionando a Victoria para ser la mejor en todo, y también obligan a Victoria a robar los premios de varios eventos. Cuando lo hacen, aparece en sus ojos un resplandor rojo que quiere decir "Ojos en el premio". También tienen un poodle que es muy talentoso en el ajedrez, los mejores son extrañamente similares a los Botsfords. |
| Raul Demiglasse                                                       | pendiente                                                  | pendiente                      | Raul Demiglasse                     | Él es un cocinero muy popular de la televisión, conocido para su lema "si usted no puede soportar el calor, salga de la cocina!" Y por el hecho de que puede "hacer llorar a nadie. En realidad, es un fraude, haciendo su estofado de carne precocinado sopa enlatada y el uso de pequeñas manchas de cebolla picada para hacer que sus contrincantes lloran. |
| Razzmatazz                                                            | pendiente                                                  | pendiente                      | Razzmatazz                          | Es un villano jubilado, Su verdadero nombre es Myron Rosenstock. |
| Reason                                                                | Razón                                                      | Razón                          | Razón                               | Él es socio de Rima, ya que han sido amigos durante 15 años. Le gusta robar cosas valiosas, como barras de oro o joyas, porque es razonable. Se enoja con Rima porque le gusta robar cosas simplemente porque riman con lo que ella roba, ya que sus extraños crímenes generalmente los hacen atrapar por la policía. Él no tiene ningún poder, pero puede calmar a Rima y ayudarla a atacar. |
| Rhyme                                                                 | Rima                                                       | Rima                           | Rima                                | Ella es pareja con Razón, ya que han sido amigos durante 15 años. Le gusta robar algo que rime roban, como coches viejos y barras de oro. El "delito rimado" suele ser lo que los atrapa la policía. Rima necesita razón para mantenerse calmada y ayudarla a hacer rimas. Sus habilidades son superfuerza, supervelocidad, y la respiración de congelación |
| Squeaky                                                               | Chirriquitos                                               | Squeaky                        | Squeaky                             | Es un ratón malvado. Es conocido por el hecho de que su cerebro ahora este fusionado con la mente del doctor Dos Cerebros. También es capaz de controlar totalmente su cuerpo. |
| Steve McClean                                                         | Steve McLimpio                                             | Juan Limpión                   | Juan Limpión                        | Steve es un villano, limpia - literalmente. No sólo roba, sino que roba suministros de limpieza y limpia la escena del crimen antes de escapar (por ejemplo, en su primer robo, se robó Aisle Six de la tienda de comestibles, luego robó todos los suministros de limpieza y limpió todo el Pasillo antes de salir). |
| The Masked Meat Marauder                                              | El Merodeador de la Carne                                  | El Merodeador Enmascarado      | El Merodeador Enmascarado           | Tiene una rivalidad con el Carnicero. Tiene poderes similares al Carnicero, convocando carne de la nada, pero tiene mejor gramática, y envía carnes más lujosas. Él y el Carnicero intentan robar las mismas cosas simultáneamente, lo que las hace discutir. |
| Timmy Tim-Bo                                                          | Timmy Tim-Bo                                               | Timmy Tim-Bo                   | Timmy Tim-Bo                        | Puede no tener poderes en absoluto, sin contar su "habilidad" para dormir mucho, pero sigue siendo un miembro de la Sociedad de Villanos que ayuda a mantenerlo. Se sabe que trabajó en una pizzería. |
| Two-Brains' Henchmen                                                  | Secuaces Del Doctor Dos Cerebros                           | pendiente                      | Secuaces Del Doctor Dos Cerebros    | Son las manos contratadas por el villano, pero en realidad no parecen muy intimidantes. Parece que la mayoría de las veces, o bien lo sacan de problemas, o lo molestan como loco. No son muy inteligentes ni asustadizos, pero ayudan a dos cerebros simplemente por ayudarlo, ya veces incluso parecen haber formado una amistad con Supersabia (sin embargo, casi todos los villanos parecen tener una menor amistad con ella antes de volver al crimen que estaban cometiendo). Uno de ellos es mudo.                                                  |
| Victor Best                                                           | Victor Mejor                                               | Victor Mejor                   | Victor Mejor                        | Es el hermano de Victoria Mejor. Él tiene una semejanza misteriosa a Timmy que le hace la contraparte. Al igual que su hermana, es mejor en todo. |

## Episodios
| Temporada | Episodios | Primera emisión original | Última emisión original | Canal en Canadá | Canal en EU |
| --------- | --------- | ------------------------ | ----------------------- | --------------- | ----------- |
| Cortos    | 30        | 10 de noviembre de 2006  | 2007                    | TVOKIDS         | PBS Kids    |
| 1         | 26        | 3 de septiembre de 2007  | 2 de enero de 2009      | TVOKIDS         | PBS Kids    |
| 2         | 26        | 4 de febrero de 2009     | 20 de julio de 2010     | TVOKIDS         | PBS Kids    |
| 3         | 13        | 7 de septiembre de 2010  | 8 de julio de 2011      | TVOKIDS         | PBS Kids    |
| 4         | 13        | 5 de septiembre de 2011  | 11 de junio de 2012     | TVOKIDS         | PBS Kids    |
| 5         | 13        | 10 de septiembre de 2012 | 14 de junio de 2013     | TVOKIDS         | PBS Kids    |
| 6         | 13        | 5 de agosto de 2013      | 6 de junio de 2014      | TVOKIDS         | PBS Kids    |
| 7         | 13        | 4 de agosto de 2014      | 29 de julio de 2015     | TVOKIDS         | PBS Kids    |
| 8         | 13        | 10 de junio de 2015      | 7 de agosto de 2015     | TVOKIDS         | PBS Kids    |

En Latinoamérica, la primera temporada se estrenó en Discovery Kids el 3 de agosto de 2009, mientras la segunda temporada se estrenó en el mismo canal el 11 de enero de 2010, siendo las dos únicas temporadas emitidas. 

### Primera temporada
- El Ejército de Robots.
- Emparedado de Ayuntamiento - En Busca del Dr. 2 Cerebros
- Los Robos de la Abuelita May - El Rayo de Patatas
- El Carnicero Supremo - Una Sorpresa Para Rebeca
- Robo de Emparedados - Un Mal Día Heroico
- Biblioteca en Peligro - La Cosa
- Castigada - El Ejército de Ratones
- El Robot Pintor - No Más Emparedados
- La Cumpleañera - La Abuelita Niñera
- El Gran Plan - Concurso de Palabras
- El Rayo Miniaturizador - El Acertijo
- El Súper Estornudo - La Subasta
- El Rociador de la Abuelita May - El Ratón Mecánico
- La Princesa Triana y el Ogro - Ola De Calor
- El Compañero de Chuck - El Crimen se Va de Vacaciones
- Cómplice Adorable - El Diccionario del Sr. Grande
- Identidad Secreta - Alcalde Con Trampas
- Viste el Control Remoto - Trancazo Sin Trabajo
- Doña Redundante - el Juego del Gato Y el Ratón
- El Merodeador Enmascarado - Mundo de Emparedado
- Súper Violeta - Un Gran Negocio
- La Pantera Apuesta - El Trío Problemático
- Ratonzila - Escuela de Villanos
- El Regreso de Doña Redundante - Un Plan Simple
- Dulce Abuelita - Tobías el Bueno
- Al Ritmo del Bongó - Dr. Tres Cerebros